# 1978 en science
| Années de la science : 1975 - 1976 - 1977 - 1978 - 1979 - 1980 - 1981    |
| Décennies de la science : 1940 - 1950 - 1960 - 1970 - 1980 - 1990 - 2000 |

Cet article présente les faits marquants de l'année 1978 en science.

## Évènements
- 16 février : le premier système bulletin board system (BBS) est créé à Chicago par Ward Christensen et Randy Suess[1].
- 25 juillet : naissance de Louise Brown, premier bébé éprouvette, dans la banlieue de Manchester. Le biologiste Robert Geoffrey Edwards est à l’origine de la première fécondation in vitro chez l’homme[2].
- 25 octobre : le biochimiste britannique Frederick Sanger présente les 5 386 séquences de base pour le virus PhiX174 ; premier séquençage entier d'un génome[3].

- Le scientifique russe Victor Skumin[4] décrit d'abord une maladie, connue plus tard comme le Syndrome de Skumin[5], une forme d'anxiété subie par les bénéficiaires de valve cardiaque artificielle.

- Début des fouilles du site archéologique de Pedra Furada au nord-est du Brésil sous la direction de Niède Guidon[6].

### Sciences physiques

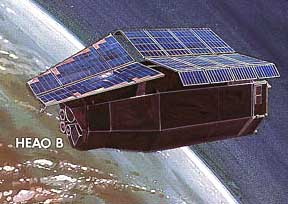
HEAO-2/Einstein

- 22 janvier : premier ravitaillement d’une station orbitale, Saliout 6, par un vaisseau automatique, Progress 1[7].
- 26 janvier : lancement du satellite International Ultraviolet Explorer (IUE), télescope spatial dans le domaine ultraviolet[8].

- 7 avril : les États-Unis abandonnent la recherche sur la bombe à neutrons qui théoriquement devait détruire les vies mais pas les bâtiments[9].

- 11 mai : lancement du satellite de télécommunication de l'ESA Orbital Test Satellite 2 (OTS-2)[10].
- 22 juin : l'astronome James W. Christy découvre Charon, satellite de Pluton[11].

- 12 novembre : lancement du télescope spatial HEAO-2/Einstein, 1er satellite X à haute résolution[12].

## Prix
- Prix Nobel
  - Physique : Pyotr Leonidovitch Kapitsa, Arno Allan Penzias, Robert Woodrow Wilson
  - Chimie : Peter Dennis Mitchell
  - Physiologie ou médecine : Werner Arber, Daniel Nathans, Hamilton O. Smith

- Prix Lasker
  - Prix Albert-Lasker pour la recherche médicale fondamentale : Hans Kosterlitz, John Hughes (en), Solomon Snyder
  - Prix Albert-Lasker pour la recherche médicale clinique : Michael Heidelberger (en), Robert Austrian, Emil Gotschlich (en)

- Médailles de la Royal Society
  - Médaille Copley : Robert B. Woodward
  - Médaille Darwin : Guido Pontecorvo
  - Médaille Davy : Albert Eschenmoser
  - Médaille Hughes : William Cochran (en)
  - Médaille Leverhulme : Frederick Edward Warner (en)
  - Médaille royale : Tom Kilburn, Roderic Alfred Gregory, Abdus Salam
  - Médaille Rumford : George Porter

- Médailles de la Geological Society of London
  - Médaille Lyell : Robin Gilbert Charles Bathurst (en)
  - Médaille Murchison : Stephen Moorbath
  - Médaille Wollaston : John Tuzo Wilson

- Prix Jules-Janssen (astronomie) : Adriaan Blaauw
- Prix Turing : Robert Floyd
- Médaille Bruce (Astronomie) : Hendrik Christoffel van de Hulst
- Médaille Fields : Pierre Deligne (belge), Charles Fefferman (américain), Gregori Margulis (russe), Daniel Quillen (américain)
- Médaille Linnéenne : Karl Olov Hedberg (en) et Thomas Stanley Westoll
- Médaille d'or du CNRS : Maurice Allais

## Naissances
- 27 février : Thomas Pesquet, spationaute français.

- 2 juin : Yi So-yeon, spationaute sud-coréenne.
- 10 juin : Subhash Khot, mathématicien et chercheur en informatique théorique indien.

- 5 août : Samuel Hocevar, développeur informatique français.

- 14 octobre : Kathleen Rubins, astronaute américain.

- 19 novembre : Dries Buytaert, programmeur belge.

- Justin Frankel, informaticien américain.

## Décès

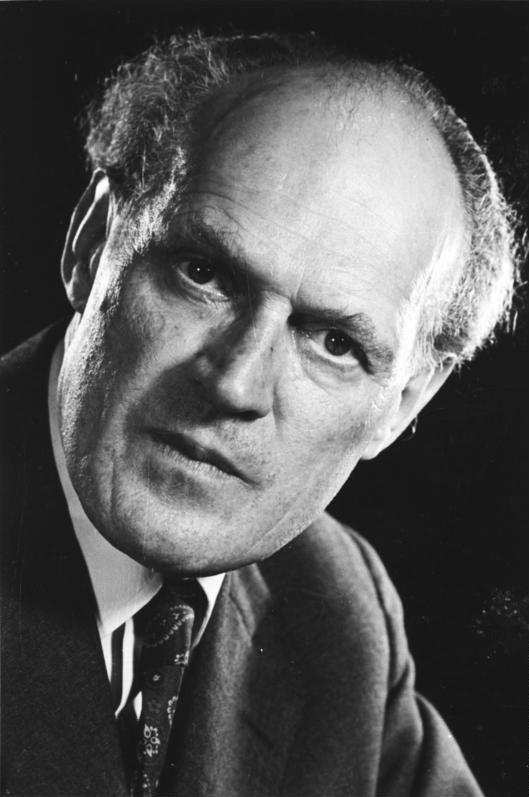
Willy Messerschmitt en 1958

- 11 février : James Bryant Conant (né en 1893), chimiste américain.
- 25 février : Edith Humphrey (née en 1875), chimiste britannique.
- 24 mars : André Lallemand (né en 1904), astronome français.
- 27 mars : Jean Orcel (né en 1896), physicien, chimiste, minéralogiste et professeur français.
- 31 mars : Charles Best (né en 1899), scientifique médical.

- 22 avril : Karl Lohmann (né en 1898), biochimiste allemand.

- 7 juin : Ronald George Wreyford Norrish (né en 1897), chimiste britannique, prix Nobel de chimie en 1967.
- 17 juin : Edgar W. Woolard (né en 1899), mathématicien, météorologiste et planétologue américain.

- 3 juillet : Michela Schiff Giorgini (née en 1923), égyptologue et archéologue italienne.
- 13 juillet : Jacques Duclaux (né en 1877), physicien, biologiste, chimiste et professeur français.
- 14 juillet : Henri Moureu (né en 1899), chimiste français, académicien des sciences.
- 30 juillet : Umberto Nobile (né en 1885), ingénieur aéronautique et explorateur italien.
- 19 août : Max Mallowan (né en 1904), archéologue britannique.
- 22 août : Akira Ogata (né en 1887), chimiste japonais.

- 15 septembre : Willy Messerschmitt (né en 1898), ingénieur aéronautique allemand.
- 26 septembre : Karl Manne Georg Siegbahn (né en 1886), physicien suédois, prix Nobel de physique en 1924.

- 17 octobre : Gertrude Cox (née en 1900), statisticienne américaine.

- 15 novembre : Margaret Mead (né en 1901), anthropologue culturelle américaine.
- 23 novembre : Jacques Bergier (né en 1912), ingénieur, chimiste, alchimiste, espion, journaliste et écrivain de nationalité française et polonaise.
- 24 novembre : Warren Weaver (né en 1894), scientifique, mathématicien et administrateur de la recherche américain.
- 4 décembre : Samuel Goudsmit (né en 1902), physicien américain d'origine néerlandaise.
- 7 décembre : Alexander Wetmore (né en 1886), paléontologue et ornithologue américain.
- 10 décembre :
  - Nine Choucroun (née en 1896), biochimiste française.
  - Maurice-Marie Janot (né en 1903), chimiste, biologiste et pharmacologue français.
- 11 décembre : Vincent du Vigneaud (né en 1901), biochimiste franco-américain.